# Chatto & Windus

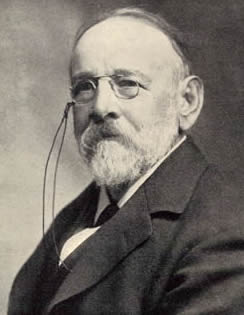
Andrew Chatto (1841–1913), Gründer von Chatto & Windus

Chatto & Windus war ein Londoner Verlag, dessen Anfänge in der Viktorianischen Epoche liegen. Seit 1987 ist Chatto & Windus ein Imprint der Verlagsgruppe Random House.

## Geschichte
Nachdem er mehrere Jahre in Amerika gelebt hatte, eröffnete der Brite John Camden Hotten 1855 in der Londoner Straße Piccadilly einen kleinen Buchladen und gründete einen eigenen Verlag. Als er 1873 starb, kaufte sein ehemaliger Junior-Partner Andrew Chatto gemeinsam mit dem Dichter W. E. Windus den Verlag von Hottens Witwe. Einer der frühen Erfolge von Chatto & Windus war die Herausgabe der britischen Erstausgabe von Mark Twains Die Abenteuer des Tom Sawyer – Chattos menschliches und verlegerisches Geschick hatten den amerikanischen Schriftsteller zurückgewinnen können, nachdem sich Hotten mit ihm überworfen hatte.

In den folgenden Jahren nahm Chatto & Windus neben Mark Twain noch viele weitere bedeutende Schriftsteller unter Vertrag, zum Beispiel W. S. Gilbert, Wilkie Collins, H. G. Wells, Richard Aldington, Frederick Rolfe, Aldous Huxley und Samuel Beckett. Der berühmte unvollendete Roman Die Herren von Hermiston (1896) von Robert Louis Stevenson wurde ebenso von Chatto & Windus veröffentlicht wie die erste englische Übersetzung von Marcel Prousts Roman Auf der Suche nach der verlorenen Zeit.

## Übernahmen
1946 übernahm Chatto & Windus den 1917 von Virginia und Leonard Woolf gegründeten Verlag Hogarth Press. 1969 gab Chatto & Windus seine Funktion als unabhängiger Verlag auf und fusionierte mit dem 1921 gegründeten Verlag Jonathan Cape. Die Unternehmensgruppe kaufte die Verlage The Bodley Head und Virago Press, bevor sie 1987 von Random House übernommen und 1997 mit Sinclair-Stevenson zusammengelegt wurde.

## Programm
Als Imprint der Verlagsgruppe Random House veröffentlicht Chatto & Windus unter anderem Belletristik zeitgenössischer internationaler Autoren sowie literarische Biografien, Memoiren und Lyrik. Autoren sind zum Beispiel A. S. Byatt, Michelle de Kretser, Anita Desai, David Malouf, Javier Marías, Toni Morrison, Alice Munro, Irène Némirovsky, Amos Oz, Atiq Rahimi, Tremain und Anne Tyler, Fannie Flagg, Margaret Forster, Arthur Golden, Susan Hill, Mary Lawson und Richard Russo.